# Steinschlag

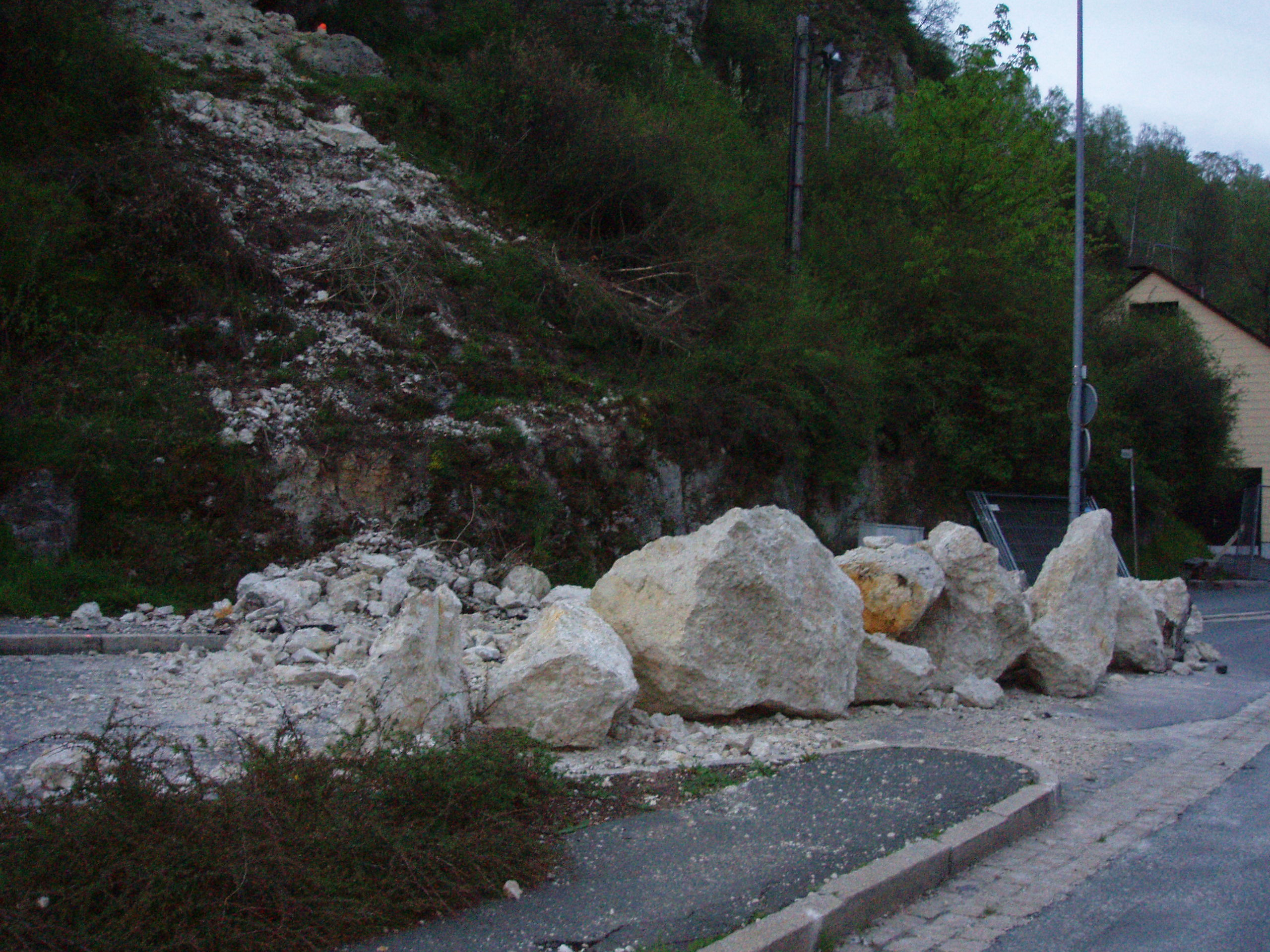
Abgestürzte Steine unterhalb der Burg Pottenstein

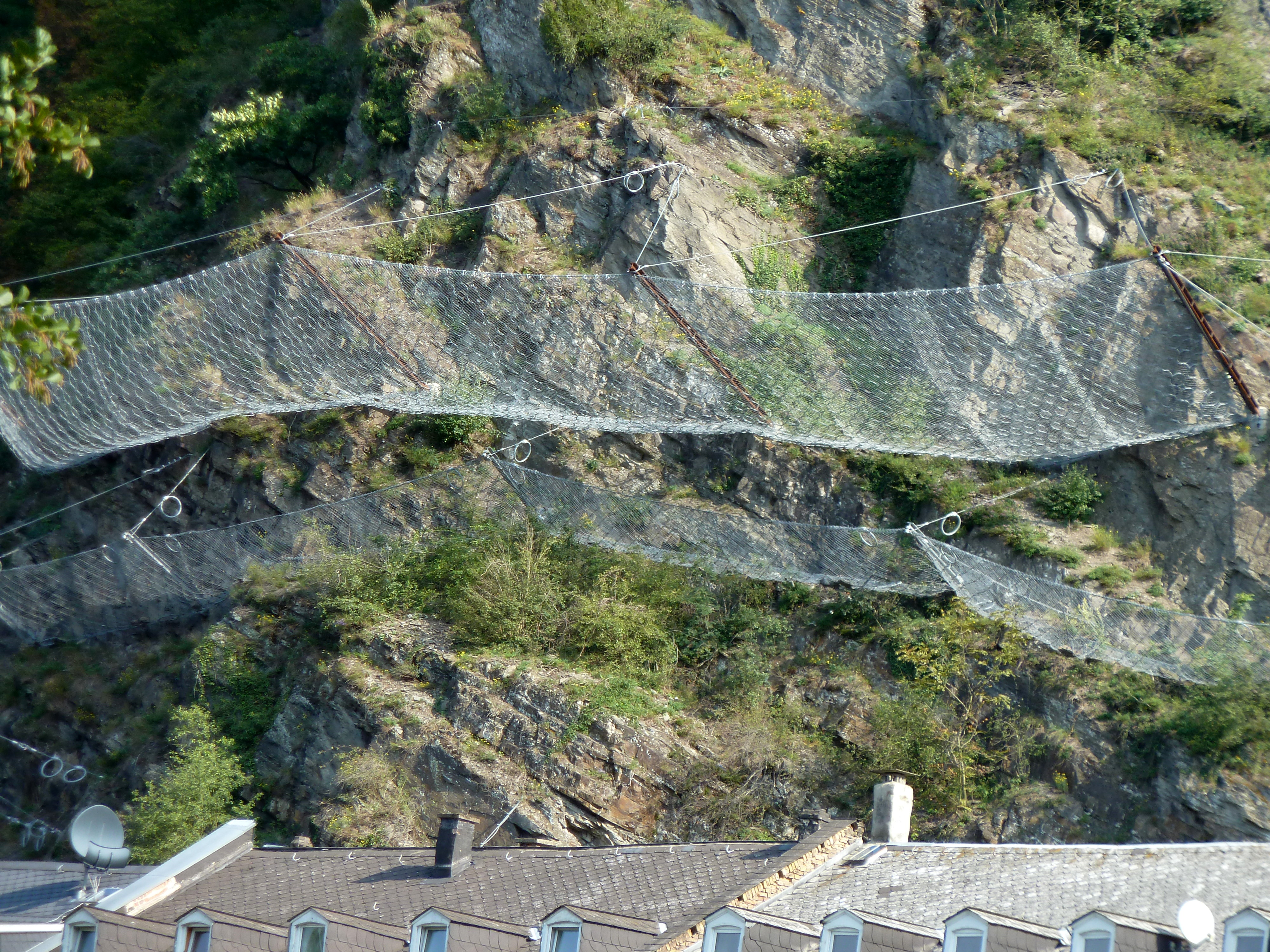
Netze zum Schutz gegen Steinschlag

Unter Steinschlag versteht man meist den Niedergang von Steinen an einem Hang oder einer Felswand.
Steinschlag kann unterschiedliche Ursachen haben:
- Erosion und Verwitterung
- Regenwasser oder Schmelzwasser kann Gestein bewegen
- Durch Tiere, unachtsame Wanderer oder Kletterer können Steine losgetreten werden
- Auftauender Permafrost[1]

Wenn größere zusammenhängende Felspartien abbrechen, spricht man nicht mehr von Steinschlag, sondern von einem Felssturz. Einen umfangreicheren, meist rutschenden und eher lawinenähnlichen Abgang von Fels und Erdmassen bezeichnet man hingegen als Erdrutsch oder Bergrutsch.

## Geophysik
Steinschlag ist eine Form der geodynamischen Massenbewegung (Geologie).
Grund für Steinschlag ist, neben Sekundärwirkungen anderer Bewegungen, im Allgemeinen Frostsprengung. Aber auch zuvor frostgebundene Steine können bei Temperaturen oberhalb des Gefrierpunktes in Bewegung geraten. Daher bergen sowohl die ersten Stunden der Abkühlung durch Beschattung (Nachmittagsstunden im Winterhalbjahr und Höhenlagen), wie auch die ersten Stunden der Erwärmung durch Sonneneinstrahlung (Vormittagsstunden im Sommerhalbjahr) besonderes Steinschlagrisiko.

## Steinschlag als Risiko

Warnschild Steinschlag (Zeichen 101/15- 25, StVO, Deutschland)

Auch Verkehrswege in Bergregionen können von Steinschlag betroffen sein. In diesem Fall muss der Benutzer damit rechnen, dass mehr oder weniger große Steine im Weg liegen, die unter Umständen ein gefährliches Hindernis darstellen können. Straßen sind daher in solchen Fällen mit dem Gefahrenzeichen Achtung Steinschlag gekennzeichnet.
Sowohl „natürlicher“ als auch vom Menschen verursachter Steinschlag stellt ein erhebliches Risiko im Alpinismus dar. Auch wenn Felsbeschaffenheit (brüchiger Stein), Witterung (Regen, Tauwetter), Tageszeit, Himmelsrichtung (durch Sonneneinstrahlung verursachte Erwärmung) und die lokale Geländegliederung (Schluchten, Rinnen) Rückschlüsse auf das Ausmaß der Steinschlaggefahr zulassen, zählt Steinschlag zu den großen, oftmals unberechenbaren Gefahren im Bergsport. In steinschlaggefährdeten Gebieten sind Steinschlaghelme dringend angeraten.
Auftauender Permafrost kann zu vermehrten Steinschlägen, Felsstürzen, Murgänge oder Rutschungen führen. So wurden vor allem im Kanton Wallis Wanderwege gesperrt oder verlegt, weil Felswände und -hänge durch den Rückzug des Gletschers instabil geworden waren.

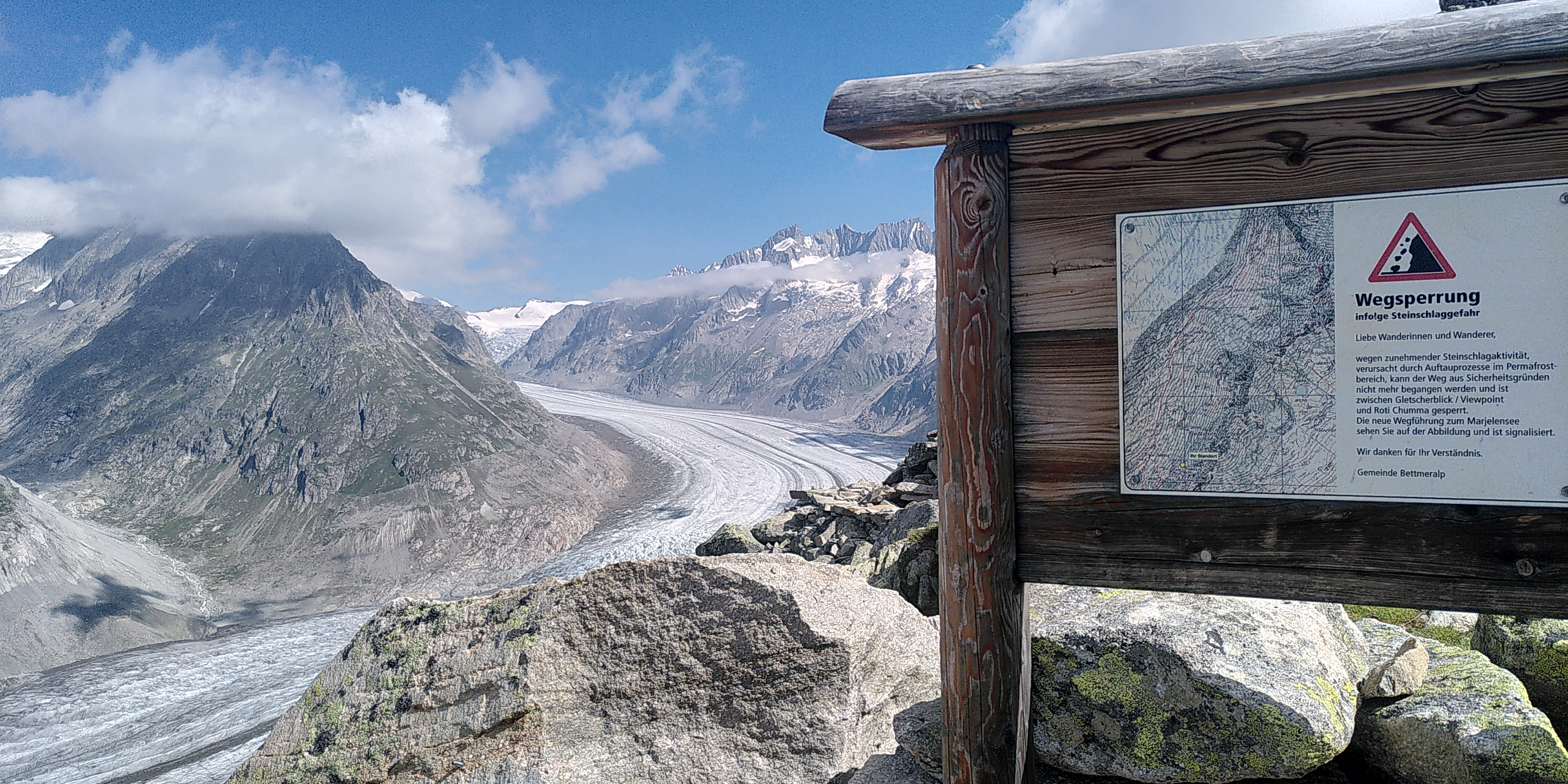
Warnung vor Steinschlag aufgrund von auftauendem Permafrost beim Aletschgletscher